# Roemer Vlacq (1637-1703)

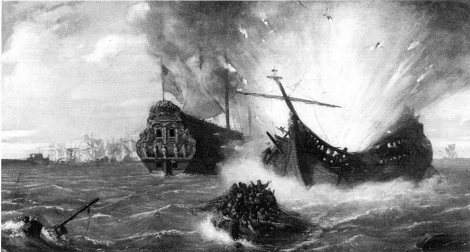
Roemer Vlacq blaast zijn schip de Huys van Kruyningen op in de Slag bij Tobago (door Barend Wijnveld)

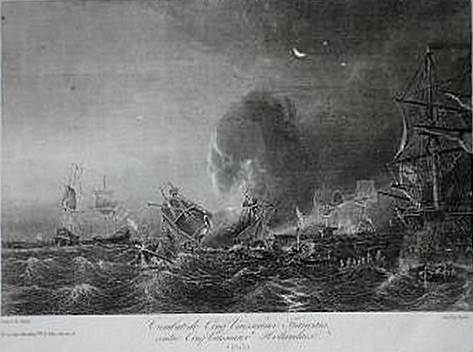
De Muiderberg wordt reddeloos geschoten

Roemer Vlacq (Gouda, gedoopt 19 augustus 1637 - Toulon, 17 juli 1703) was een zeekapitein, die zijn schip opblies om het uit handen van de vijand te houden.

## Beknopte biografie
Roemer Vlacq, zoon van de Goudse arts, apotheker en notaris Dirk Vlacq en Anna Jansdr Verrijn, werd in 1671 luitenant-commandeur van het adviesjacht de Kits bij de Admiraliteit van Amsterdam. In 1672, tijdens de Derde Engels-Nederlandse Oorlog, nam hij als kapitein van het fregat Postiljon deel aan de Slag bij Solebay onder aanvoering van luitenant-admiraal Michiel de Ruyter. In 1673 deed hij aan alle slagen mee als kapitein van het fregat Brak. In 1674 was hij kapitein van het transportschip de Opperdoes tijdens de expeditie van De Ruyter tegen Martinique.
In maart 1676 ging hij onder commandeur Jacob Binckes weer naar West-Indië als kapitein van de Huys van Kruyningen. Op 3 maart 1677 was hij betrokken bij de Eerste Slag bij Tobago. Toen de Fransen zijn schip enterden en het dreigden te overmeesteren, blies hij zijn schip op. De meeste bemanningsleden verloren daarbij het leven, maar ook de Franse schepen raakten zwaar beschadigd. Vlacq zelf overleefde zwaargewond de strijd. In oktober keerde Vlacq in Nederland terug.
Na het eind van de Hollandse Oorlog voerde Vlacq konvooidiensten uit: in 1678 naar de Golf van Biskaje en in 1690 en 1691 in de Oostzee. In 1692 werd Vlacq op non-actief gesteld wegens insubordinatie. Pas op 14 februari 1696 werd hij door stadhouder Willem III van Oranje volledig gerehabiliteerd en weer in dienst genomen bij de Admiraliteit van Amsterdam. Daarna ging hij opnieuw in de konvooidienst.
Vlacq raakte opnieuw gewond tijdens de Spaanse Successieoorlog toen een koopvaardijvloot van 110 Nederlandse en Engelse schepen die hij met vijf oorlogsbodems uit Lissabon begeleidde, op 22 mei 1703 op een Frans flottielje van vijf veel zwaardere schepen stuitte, onder schout-bij-nacht Alain Emmanuel de Coëtlogon. In de hieropvolgende Slag bij Cap de la Roque (bij Cabo da Roca) offerde Vlacq zijn oorlogsschepen op in een succesvolle poging het handelskonvooi te laten ontsnappen. Vlacqs Muiderberg van 50 kanonnen werd aangevallen door de driedekkers Le Vainqueur en Le Monarque van 90 kanonnen en reddeloos geschoten. Vlacq had een hele arm en schouder verloren en de helft van zijn bemanning toen het schip zich overgaf. Het hele Nederlandse flottielje werd vernietigd. Hij werd samen met anderen gevangengenomen en naar Toulon vervoerd, waar hij op 17 juli aan zijn verwondingen overleed.
Roemer Vlacq was de grootvader van de naar hem vernoemde Roemer Adriaensz Vlacq, de latere viceadmiraal van Holland en West-Friesland.